# Masacrele din Kosovo
Masacrele din Kosovo reprezintă o serie de masacre comise de armata și poliția sârbă împotriva civililor și rebelilor albanezi din Kosovo în timpul războiului din Kosovo din 1999.

### Lista masacrelor
- Masacrul de la Suva Reka
- Incidentul de la Račak
- Masacrul de la Podujevo
- Masacru la Krusha e Madhe
- Masacrul de la Izbica
- Masacrul de la Gornje Obrinje
- Masacrul de la Cuska